# Битва за Омарский перевал
Битва за Омарский перевал (операция «Кельбаджар» (азерб. Kəlbəcər əməliyyatı)) — один из эпизодов завершающей фазы Первой карабахской войны.

## Предыстория
Сражение за контроль над перевалом произошло в ходе начатой азербайджанской армией в конце 1993 года широкомасштабной операции. Для усиления своей армии азербайджанская сторона провела мобилизацию, а также пригласила иностранных советников и солдат, что стало важной причиной успеха азербайджанской армии в начале зимы 1994 года. Осенью 1993 года, после визита в Афганистан замминистра внутренних дел Азербайджана Ровшана Джавадова, по договоренности с премьер-министром Афганистана Гульбеддином Хекматияром, в Баку прибыли 1000—2500 афганских моджахедов, правительство Азербайджана однако отрицало их участие. В конце 1993 года Турция договорилась о возвращении 150 военных экспертов, отозванных после смещения Эльчибея. Поступали также сообщения о 200 военных советниках, направленных Россией, а также американских советниках.
Сражение развернулось на опустошённой территории, которую покинуло всё гражданское население. Боевые действия велись на высотах 2500—3500 м над уровнем моря в условиях жёсткой зимы (низкие температуры, глубокий снежный покров, обледеневшие дороги, сильный ветер, частый сход лавин, горный рельеф местности). Это был рискованный план операции и не все военные командиры азербайджанской армии поддержали его.

## Ход боевых действий
Наступление азербайджанцев на северном участке фронта началось в начале января 1994 года. Три бригады Национальной армии Азербайджана, среди которых, по воспоминаниям азербайджанских участников событий, было много необученных новобранцев, переправились через Муровдагский хребет и нанесли удар по позициям армянских сил, удерживавших перевал. Вначале наступающим противостояли необученные призывники армянской Ванадзорской дивизии. В результате удара армянская военная группировка была разбита. 24 января азербайджанцы объявили об окружении и почти полном уничтожении армянского батальона у посёлка Чарплы. В период операции после продолжительного перерыва вновь активизировались ВВС Азербайджана. Авиация наносила ракетно-бомбовые удары по позициям, населённым пунктам, коммуникациям и маршрутам выдвижения резервов противника.
К началу февраля, азербайджанские войска вплотную подошли к городу Кельбаджар. Однако, при этом, они сильно оторвались от своих тыловых позиций, оставшихся по ту сторону Муровдагского хребта, тогда как армяне перебросили дополнительные войска из Карабаха. 12 февраля армяне под сильным снегопадом нанесли контрудар по частям азербайджанской армии. Азербайджанцы в панике бросились отступать, неся большие потери — в результате дезорганизации сотни военнослужащих замёрзли или пропали без вести. К 18 февраля азербайджанские части отступили через Омарский перевал. Две бригады азербайджанской армии оказались в окружении и попытались прорваться на север через узкий перевал, но попали под шквальный огонь установок «Град» со стороны армян. Потери азербайджанцев были значительны, вероятно, в результате обстрела погибло до 1500 солдат. Большинство из тех немногих молодых азербайджанских солдат, которым удалось выбраться из окружения, впоследствии погибли от переохлаждения в горах Муровдагского хребта либо попали в плен.

## Последствия
В результате зимней кампании 1994 года линия фронта переместилась не так заметно, как после предыдущих наступательных операций, так как Азербайджану удалось отбить лишь небольшие части своей территории на севере и юге. Однако список потерь вырос существенно: азербайджанцы в ходе этой операции потеряли около 4 тысяч человек, а армяне — около 2 тысяч человек.